# Попков, Виталий Иванович
Вита́лий Ива́нович Попко́в (1 мая 1922, Москва — 6 февраля 2010, Москва) — советский лётчик-ас, участник Великой Отечественной войны, командир звена 5-го гвардейского истребительного авиационного полка 207-й истребительной авиационной дивизии 3-го смешанного авиационного корпуса 17-й воздушной армии Юго-Западного фронта, командир эскадрильи 5-го гвардейского истребительного авиационного полка 11-й гвардейской истребительной авиационной дивизии 2-го гвардейского штурмового авиационного корпуса 2-й воздушной армии 1-го Украинского фронта, дважды Герой Советского Союза (08.09.1943, 27.06.1945), генерал-лейтенант авиации (19.02.1968). Почётный гражданин нескольких городов России, Украины и Дальнего Зарубежья.

## Биография
Родился 1 мая 1922 года в Москве в семье рабочего. Отец работал в гараже особого назначения при Совнаркоме. Когда он был переведён на работу в правительственные объекты на Кавказе, с 1927 года семья жила в Сочи и Мацесте, с 1934 года — в Гаграх. В 1938 году вернулись в Москву. Окончил 10 классов в школе № 94 в Москве в 1939 году. Одновременно окончил планерную школу в Гаграх (1937, хотя по публикациям в Интернете, удостоверение лётчика-планериста получил в 12 лет). В 1940 году окончил Краснопресненский (по другим данным — Тушинский) аэроклуб.
В Красной Армии с сентября 1940 года. Окончил Чугуевскую военно-авиационную школу пилотов в 1941 году, Батайскую военно-авиационную школу пилотов в 1942 году (в то время школа действовала в эвакуации в Азербайджанской ССР). С марта по май 1942 года проходил дополнительное обучение в 4-м запасном авиационном полку 3-й авиабригады ВВС Московского военного округа (г. Горький). Член КПСС с 1943 года.
В действующей армии на фронтах Великой Отечественной войны с мая 1942 года. Весь боевой путь прошёл в составе 5-го гвардейского истребительного авиационного полка на Калининском, Юго-Западном, 3-м Украинском, 1-м Украинском фронтах. Участник Ржевской битвы, Сталинградской битвы, Среднедонской, Ворошиловградской, Изюм-Барвенковской, Белгородско-Харьковской, Донбасской, Запорожской, Днепропетровской, Львовско-Сандомирской, Висло-Одерской, Нижне-Силезской, Верхне-Силезской, Берлинской, Пражской наступательных операциях.
Командир звена 5-го гвардейского истребительного авиационного полка (207-я истребительная авиационная дивизия, 3-й смешанный авиационный корпус, 17-я воздушная армия, Юго-Западный фронт) гвардии младший лейтенант Попков к августу 1943 года совершил 168 боевых вылетов, в 45 воздушных боях сбил 17 самолётов противника. Звание Героя Советского Союза присвоено 8 сентября 1943 года. Командир эскадрильи того же полка (11-я гвардейская истребительная авиационная дивизия, 2-й гвардейский штурмовой авиационный корпус, 2-я воздушная армия, 1-й Украинский фронт) гвардии капитан Попков к февралю 1945 года совершил 325 боевых вылетов, в 83 воздушных боях лично сбил 41 и в группе 1 самолёт противника. Награждён второй медалью «Золотая Звезда» 27 июня 1945 года. Американцы включили его в десятку сильнейших асов в мире. Всего же к 9 мая 1945 года выполнил 358 боевых вылетов, провёл 85 воздушных боёв, лично сбил (по подтверждённым данным) 40 немецких самолётов. В то же время в литературе часто указывается и большее число воздушных побед В. И. Попкова, например 41 личная и 17 групповых. При этом 1 вражеский самолёт сбил таранным ударом в воздушном бою 18 апреля 1945 года.
За годы войны был дважды ранен, после одного из первых своих воздушных боёв ему пришлось совершать вынужденную посадку, а в бою 3 августа 1942 года был сбит и спасся на парашюте (при этом получив ещё и ожоги). Воевал на отечественных истребителях ЛаГГ-3, Ла-5, Ла-7.
Виталий Попков создал в эскадрилье, в которой воевал, любительский «джаз-оркестр». Узнавший о «поющей» эскадрилье Леонид Утёсов попросил передать два построенных на его деньги истребителя именно в эскадрилью Попкова.
Участник Парада Победы 24 июня 1945 года в Москве, шёл в 1-й шеренге Героев Советского Союза 1-го Украинского фронта.
После войны продолжал службу в ВВС, командуя эскадрильей того же полка (Центральная группа войск, затем Группа советских оккупационных войск в Германии) до января 1948 года, после чего направлен на учёбу. В 1951 году окончил Военно-воздушную академию в Монино. С мая 1951 года командовал 925-м истребительным авиаполком в Таврическом военном округе.
В августе 1953 года полк был передан в состав ВВС Черноморского флота. Так на последующие 10 лет службы знаменитый ас стал военно-морским лётчиком. Полк дислоцировался в Крыму. В мае 1954 года назначен командиром 24-й гвардейской истребительной авиационной дивизии ВВС 4-го ВМФ на Балтийском море, которая базировалась в Калининградской области. С декабря 1955 — помощник командующего ВВС 4-го ВМФ, а после объединения 4-го и 8-го ВМФ в единый Балтийский флот в январе 1956 года — помощник командующего ВВС Балтийского флота. С января 1958 служил заместителем командующего ВВС Балтийского флота в  Калининграде, с февраля 1960 — заместителем командующего ВВС Балтийского флота по боевой подготовке — начальником отдела боевой подготовки штаба флота, с января 1960 по июль 1962 года — вновь заместителем командующего ВВС Балтийского флота. 18 февраля 1958 году ему было присвоено воинское звание генерал-майор авиации. В 1962 году направлен на учёбу в академию.
В 1964 году окончил Военную академию Генерального штаба Вооружённых Сил СССР (с золотой медалью). С июля 1964 года служил начальником отдела Главного организационно-мобилизационного управления Генерального штаба Вооружённых сил СССР. С декабря 1966 годах — генерал-инспектор авиации ВМФ Главной инспекции Министерства обороны СССР. Генерал-лейтенант авиации (звание присвоено 19 февраля 1968 года. Летал на реактивных истребителях до 1979 года. С февраля 1980 года — на работе в Военно-воздушной инженерной академии имени Н. Е. Жуковского: начальник 5-го факультета, с декабря 1987 — заместитель начальника академии — начальник специального факультета. Вёл научно-исследовательскую работу, защитил докторскую диссертацию, стал профессором. В апреле 1989 года уволен в отставку.
Жил в Москве. Активно участвовал в общественной и ветеранской работе. был вице-президентом Союза офицеров запаса России, вице-президентом фонда «Золотая Звезда», Почётным членом Фонда содействия развитию русской православной церкви «Воздвижение», Почётным членом Американской национальной организации лётчиков «Золотые Орлы», Почётным членом Международной ассоциации летчиков-истребителей — участников Второй мировой войны.
Скончался 6 февраля 2010 года на 88-м году жизни. Похоронен 10 февраля 2010 года на Новодевичьем кладбище в Москве.

## Воинские звания
- сержант (сентябрь 1941)
- младший лейтенант (10.03.1943)
- лейтенант (04.08.1943)
- старший лейтенант (13.11.1943)
- капитан (30.06.1944)
- майор (14.08.1948)
- подполковник (13.06.1951)
- полковник (20.12.1953)
- генерал-майор авиации (18.02.1958)
- генерал-лейтенант авиации (19.02.1968)

## Награды и почётные звания

Могила Попкова на Новодевичьем кладбище Москвы

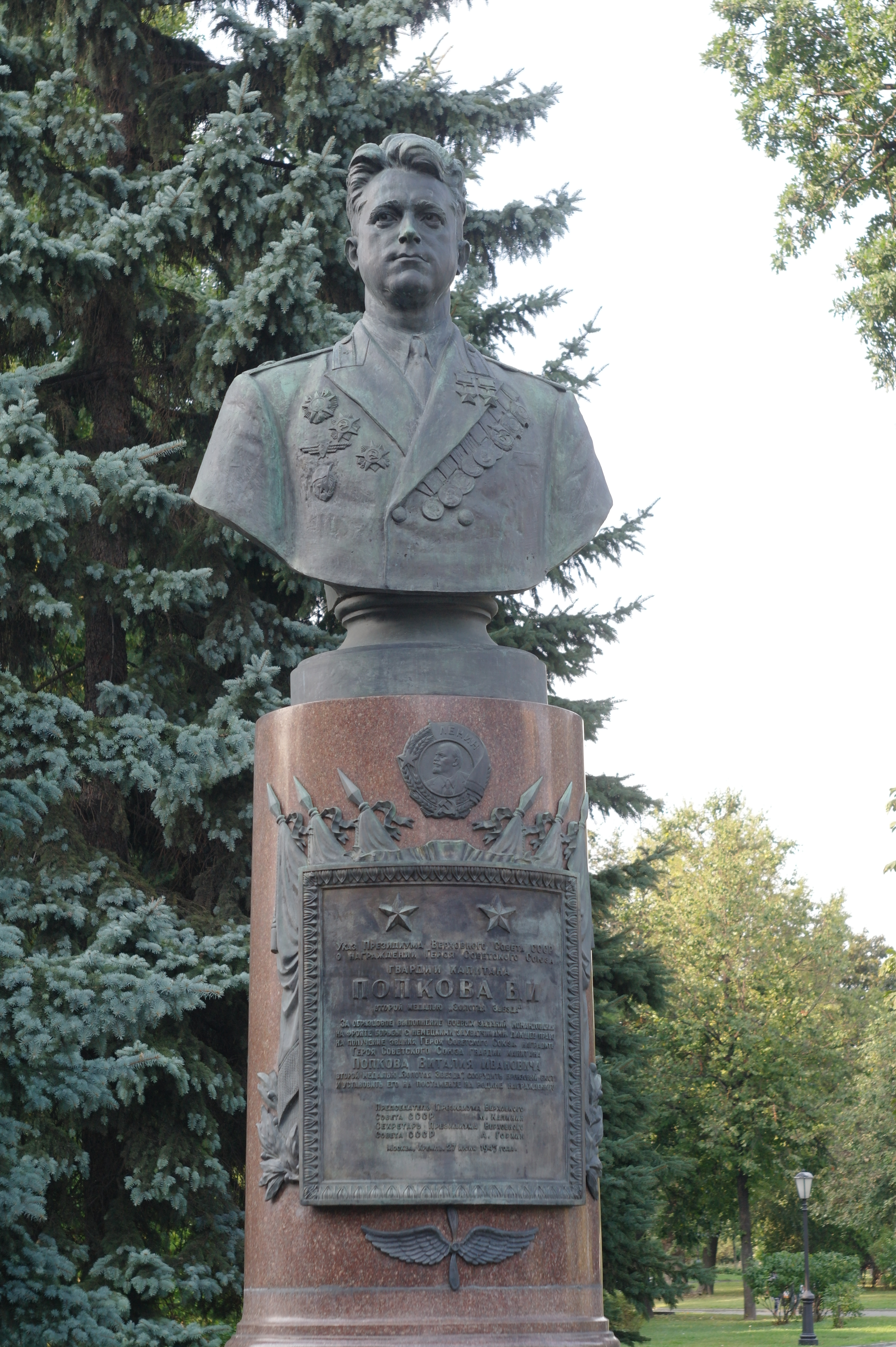
Бюст в Мещанском районе, Центральный округ, Москва

- Дважды Герой Советского Союза (указы Президиума Верховного Совета СССР от 8 сентября 1943 года[12] и от 27 июня 1945 года[13];
- орден «За заслуги перед Отечеством» IV степени (22.05.2002)[14];
- орден Почёта (9.05.2007, за многолетнюю плодотворную работу по патриотическому воспитанию молодежи и социальной защите ветеранов)[15];
- три ордена Ленина (26.08.1942[16], 08.09.1943, 28.09.1956[17]);
- два ордена Красного Знамени (30.07.1943[18], 04.06.1955[19]);
- орден Александра Невского (17.08.1944[20]);
- два ордена Отечественной войны 1-й степени (23.05.1943[21], 11.03.1985[22]);
- орден Отечественной войны 2-й степени (29.05.1945[23]);
- два ордена Красной Звезды (26.10.1955[24], 27.12.1982[25]);
- орден «За службу Родине в Вооружённых Силах СССР» 3-й степени (17.02.1976)[26];
- медаль «За боевые заслуги» (15.11.1950)[24];
- медаль «За оборону Киева» (30.01.1978);
- медаль «За взятие Берлина» (09.06.1945);
- медаль «За освобождение Праги» (09.06.1945);
- медаль «Ветеран Вооружённых Сил СССР» (30.04.1984);
- медаль «За укрепление боевого содружества» (1980);
- многочисленные юбилейные медали;
- Заслуженный военный лётчик СССР (08.07.1967);

иностранные награды
- Орден Знамени с бриллиантами (Венгрия, 4.04.1985);
- Орден «9 сентября 1944 года» 2-й степени с мечами (Болгария, 14.09.1974);
- Орден Тудора Владимиреску 1-й степени (Румыния);
- орден «За заслуги» ІІІ степени (Украина, 6.05.2005)[27][28];
- Медаль Дружбы (Вьетнам, 25.05.1988);
- Медали «За укрепление дружбы по оружию» 1-й и 2-й (1970) степеней (ЧССР);
- Медаль «30 лет освобождения Чехословакии Советской Армией» (ЧССР, 29.08.1974)
- Медаль «40 лет освобождения Чехословакии Советской Армией» (ЧССР, 11.03.1985)
- Медаль «Братство по оружию» в золоте (ГДР);
- Медаль «Братство по оружию» (Польша);
- Медаль «Победы и Свободы» (Польша, 1973);
- Медаль «30 лет Победы над фашистской Германией» (Болгария, 6.03.1975);
- Медаль «1300 лет Болгарии» (Болгария, 29.03.1982);
- Медаль «40 лет Победы над гитлеровским фашизмом» (Болгария, 16.05.1985);
- Медаль «50 лет Монгольской Народной Революции» (Монголия, 1971);
- Медаль «50 лет Монгольской Народной Армии» (Монголия, 1971);
- Медаль «60 лет Монгольской Народной Революции» (Монголия, 1971);
- Медаль «30 лет Победы над милитаристской Японией» (Монголия, 1975);
- Медаль «40 лет Халхин-Гольской победы (Монголия, 1979);
- Медаль «60 лет Монгольской Народной Армии» (Монголия, 1981);
- Медаль «30-я годовщина Революционных Вооружённых сил Кубы» (Куба, 24.11.1986);
- Медаль «25 лет освобождения Румынии» (Румыния, 3.11.1969);

Общественные награды
- орден преподобного Сергия Радонежского III степени (РПЦ, 2002)[29];
- Почётный гражданин Москвы (13.09.2000) — за выдающиеся личные боевые заслуги в достижении Победы в Великой Отечественной войне, большую общественную, военно-патриотическую деятельность[30];
- Почётный гражданин Магадана (07.09.1985), Сочи (1982), Киева[31], Одессы, Днепропетровска, Гагр, Праги, Вены, Будапешта, Братиславы, Парндорфа (Австрия) и Красника (Польша).

## В культуре
В 1973 году В. Попков выступил консультантом фильма «В бой идут одни «старики»» (режиссёр: Л. Быков, производство: киностудия им. А. Довженко); факты из биографии Попкова легли в основу персонажей комэска Титаренко («Маэстро») и лейтенанта Александрова («Кузнечик»).

## Память

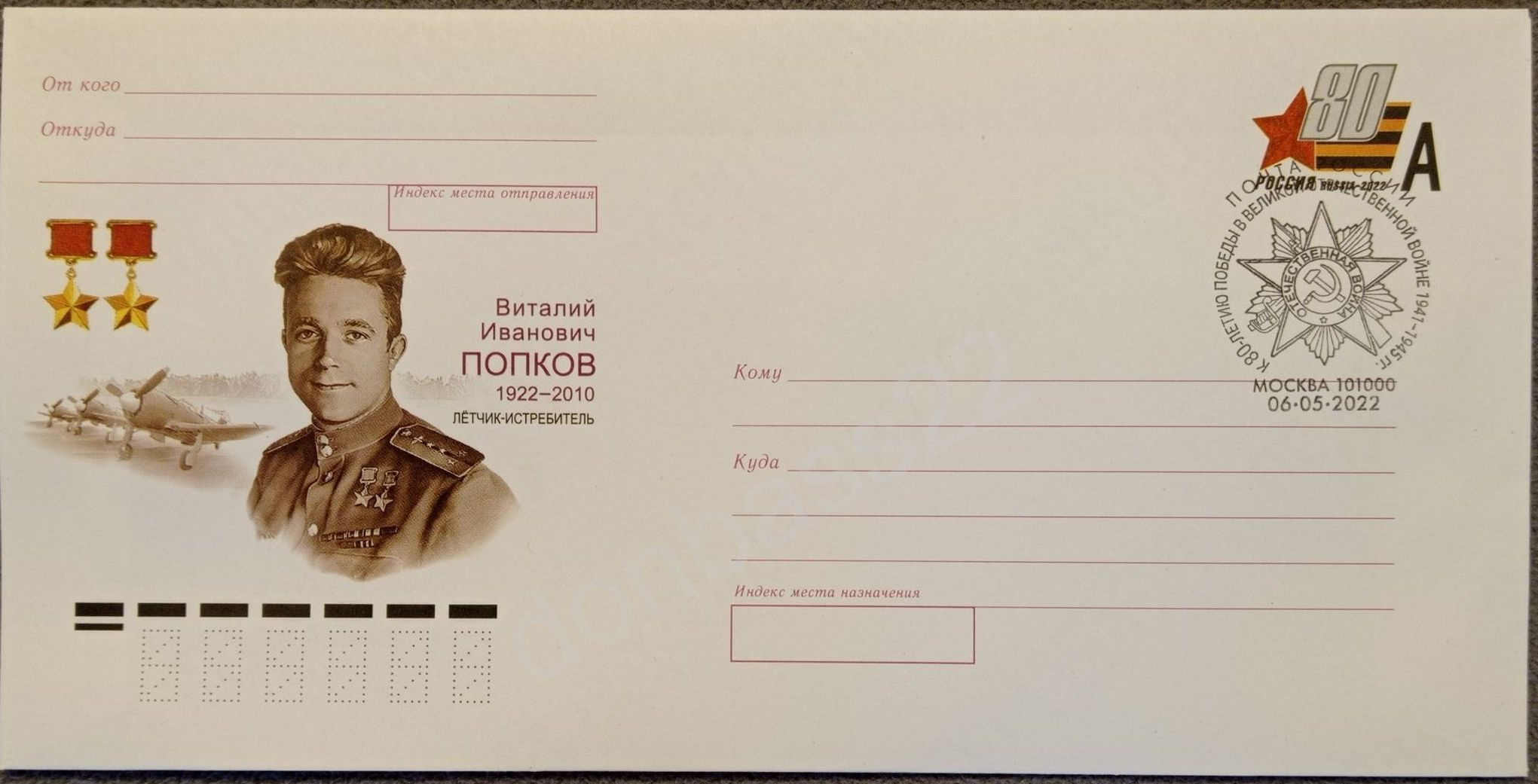
Почтовый конверт России.

- Бронзовый бюст Героя (скульптор Лев Кербель) установлен в 1953 году в Москве на Самотёчной площади.
- В 2007 году принял участие в съёмках документального фильма «Старик и небо», эпизод снимался в центре Москвы, на бульваре, рядом с его бюстом.
- Мемориальная доска в Москве на Мосфильмовской улице, дом 11, корпус 2; открыта 16 декабря 2011; авторы скульптор Я. Бородин и архитектор В. Перфильев.
- 23 мая 2013 года в Москве открыт бронзовый бюст на территории государственного бюджетного образовательного учреждения города Москвы — средней общеобразовательной школы № 484 имени дважды Героя Советского Союза В. И. Попкова.
- С 2003 года по настоящее время Гагрская средняя школа № 2 (русская) носит имя В. И. Попкова. В здании школы установлен его бюст.
- В 2022 году выпущен почтовый художественный маркированный конверт.